# Alice Guszalewicz
Alice Guszalewicz, née le 21 septembre 1879 à Budapest et morte le 26 octobre 1940  à Munich, est une soprano hongroise.

## Biographie
Sa tombe se trouve à Cologne, au Melaten-Friedhof.

## Galerie

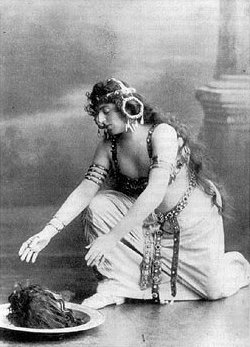
Alice Guszalewicz en Salomé en 1906 à Cologne[1]. On a longtemps pensé qu'il s'agissait d'Oscar Wilde travesti[2].
- Alice Guszalewicz chante l'aria Komm' o Hoffnung dans Fidelio de Ludwig van Beethoven
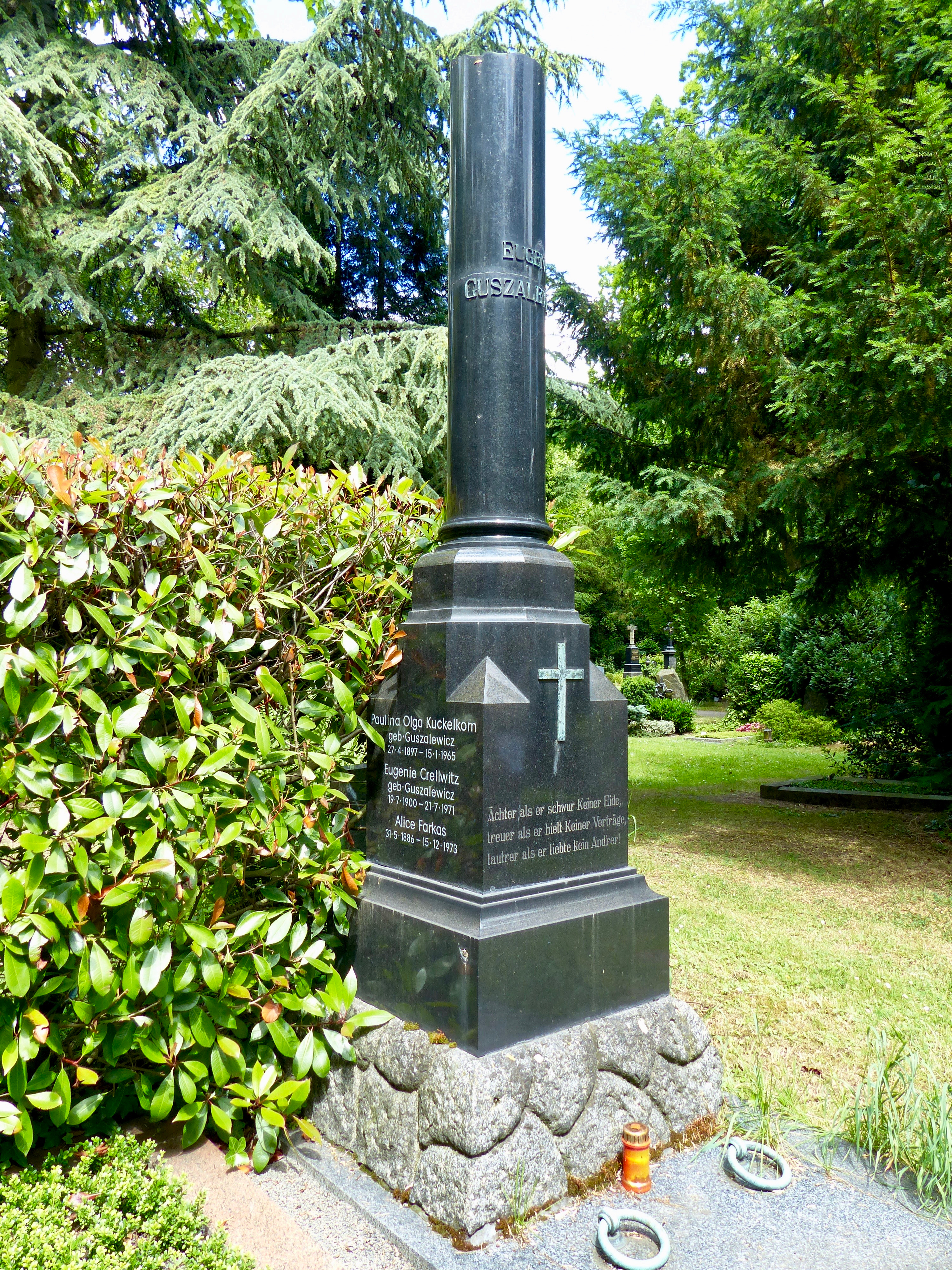
Sépulture.